# Animath
Animath est une association périscolaire de mathématiques dont le but est de favoriser le goût et la pratique des mathématiques chez les jeunes (filles et garçons de niveau collège et lycée) et le plaisir d’en faire. Elle organise des activités de familiarisation avec la démarche de recherche et la culture mathématique, et encourage le développement de toutes les activités mathématiques.

## Présentation détaillée
Animath est une association à but non lucratif créée en 1998. Son principal objectif est d’encourager les jeunes à pratiquer les mathématiques en dehors du cadre scolaire.
L’association Animath propose des activités (stages, compétitions, rencontres avec des mathématiciens et mathématiciennes) aux élèves de collège et lycée intéressés par les mathématiques. Ces jeunes participent à ces activités mathématiques hors du cadre scolaire et à l’échelle locale, nationale ou internationale. L’association porte une attention particulière aux élèves défavorisés socialement ou géographiquement et aux jeunes filles.
L’association s’appuie en grande partie sur du bénévolat : les événements sont organisés par les bénévoles de l’association (professeurs, chercheurs, ingénieurs, ou encore étudiants, parfois anciens bénéficiaires des actions de l’association).

## Historique
1998 : 
Création de l’association Animath, à l’initiative de la Société Mathématique de France et après une concertation avec l’ensemble des acteurs et actrices de l’animation mathématique en France. L’association organisera un certain nombre d’activités en son nom, et servira de “maison commune” pour toutes les entités impliquées dans la promotion des mathématiques auprès des jeunes et du grand public. Son président est Martin Andler, professeur de mathématiques à l’université de Versailles-Saint-Quentin-en-Yvelines. Il le restera jusqu’en 2017.
1998-2008 : 
Promotion de la création de clubs de mathématiques, organisation d’écoles d’été pour former leurs animateurs et animatrices, et mise en place, pour la première fois en France, de stages de préparation aux olympiades internationales de mathématiques.
2008 : 
Publication du “Manifeste d’Animath” renouvelant et précisant les objectifs de l’association.
2009 : 
Premier employé de l’association et obtention d’un bureau Animath à l’Institut Henri Poincaré à Paris. 
Organisation d’une nouvelle compétition mathématique internationale pour élèves de lycée, l’International Tournament of Young Mathematicians (ITYM), et de la première journée “Filles et maths : une équation lumineuse“, co-organisée avec l’association femmes et mathématiques ;
2010 : 
Lancement de deux séries de stages de mathématiques pendant les vacances, destinés prioritairement à des élèves de seconde de milieu défavorisé, dans le cadre de partenariats avec l’association Science ouverte en Seine-Saint-Denis et avec le Centre Galois à Orléans. 
2011 : 
Création du consortium Cap’Maths, projet porté et coordonné par Animath entre 2012 et 2016. Cap’Maths fait partie des douze premiers projets retenus par le Commissariat général à l'investissement pour l’appel “Culture scientifique et égalité des chances” du Programme investissements d‘avenir. Le programme a permis de financer plus de 150 actions dans toute la France, menées par des dizaines de structures différentes. 
Lancement du projet “Les maths ça sert” (interventions dans des classes de techniciens, ingénieurs et autres professionnels des mathématiques) ; lancement des stages “MathC2+”, en partenariat avec la Fondation des sciences mathématiques de Paris et le Ministère de l’Éducation nationale ; création du Tournoi Français des Jeunes Mathématiciennes et Mathématiciens (TFJM²).
2015 : 
Lancement du concours Alkindi, en partenariat avec l’association France-IOI : concours de cryptographie en ligne pour les élèves de 4e, 3e 2de.
2016 : 
Lancement des Rendez-vous des Jeunes Mathématiciennes, pour encourager des lycéennes à formuler et réussir un projet d’études scientifiques ambitieux ; création de la plateforme Mathmosphère avec le soutien de l’École Normale Supérieure : cette plateforme offre, sur le modèle des MOOCs, des stages virtuels de mathématiques.
2017 :
L’association élit un nouveau président, Fabrice Rouillier, directeur de recherche à Inria.
2018 :  
Participation, avec les associations partenaires, à l’élaboration du rapport Villani-Torossian sur l’enseignement des mathématiques ;
Organisation de l’International Tournament of Young Mathematicians (ITYM) en juillet en région parisienne ;
Lancement des Correspondances de Jeunes Mathématiciennes et Mathématiciens, compétition d’initiation à la recherche sous forme de vidéos, inspirée du TFJM².
2019 : 
Première Journée “Filles et maths/info : une équation lumineuse” : évolution du projet “Filles et maths : une équation lumineuse” en intégrant la dimension informatique pour sensibiliser au numérique.
2020 : 
Création au mois de mars des live vidéo "Parlons Maths".
Coordination du comité de pilotage du Salon Culture et Jeux Mathématiques, organisé pour la première fois en ligne.
Passage en ligne des Journées “Filles, maths et informatique : une équation lumineuse”, Rendez-vous des Jeunes Mathématiciennes et Informaticiennes et TFJM².

## Liste des actions
- Préparation Olympique Française de Mathématiques : prépare et sélectionne via des coupes (appelés Animath) ainsi qu'avec des envois et des tests, les élèves de collèges et lycées représentant la France à différentes compétitions internationales de mathématiques[12].

- TFJM² : tournoi de recherche mathématique pour lycéens qui propose des problèmes de recherche à résoudre en équipes[11].

- Concours Alkindi : compétition de cryptographie ouverte aux classes de 4e, 3e et 2de, organisée par Animath et France-ioi[5].

- Rendez-vous des Jeunes Mathématiciennes : stages d’initiation à la recherche mathématique pour lycéennes motivées, co-organisés par Animath et Femmes & Mathématiques[7].
- Journées “Filles et maths/info : une équation lumineuse !” : journées consistant à informer les jeunes filles sur les métiers liés aux mathématiques et à l’informatique, en travaillant sur le poids des stéréotypes et en rencontrant des femmes scientifiques qui travaillent autour de ces disciplines. Ces journées sont co-organisées par Animath et Femmes & Mathématiques, en collaboration avec la Fondation Blaise Pascal [3].
- Correspondances de Jeunes Mathématiciennes et Mathématiciens : échanges vidéo sur des problèmes de mathématiques entre équipes d’élèves de lycées[10].
- Salon Culture et Jeux Mathématiques : quatre jours d'animations mathématiques le dernier week-end de mai depuis 2000, créé à l’occasion de l’Année Mondiale des Mathématiques[13]. En 2020, pour sa 21e édition, c’est un consortium d’associations, fondations et sociétés savantes travaillant collégialement qui assure les très nombreuses charges liées à sa préparation, son organisation et sa mise en œuvre opérationnelle. Les membres de ce consortium sont : Animath, APMEP, CIJM, Club Tangente, Femmes & mathématiques, Fondation Blaise Pascal , FSMP, Kangourou, MATh.en.JEANS, SMAI, SMF, Science Ouverte, SFdS.
- Parlons Maths : vidéos de mathématiques animées par des bénévoles d'Animath, des enseignants de mathématiques, des chercheurs et chercheuses, à destination des élèves de collége et lycée et de toute personne intéressée par les mathématiques[14].
- Animath international : promotion des activités mathématiques périscolaires dans les pays étrangers francophones, en particulier en Afrique de l’Ouest et en Europe de l’Est, et développement des échanges entre élèves français et étrangers par diverses actions[15].
- Mathmosphère : club virtuel de mathématiques pour élèves de collège et lycée[16].
- Stages MathC2+ : stages gratuits pour les élèves de 4e, 3e, 2de et 1re, qui permettent de rencontrer des scientifiques pour découvrir le monde de la recherche mathématique et scientifique[17]. Ils sont co-organisés par Animath et la Fondation Sciences Mathématiques de Paris (FSMP).
- “Un texte un mathématicien” : cycle de conférences gratuites à la Bibliothèque nationale de France sur des thèmes de recherche de mathématique actuels, destinées aux élèves de lycée de Première et Terminale ainsi qu’au grand public[18]. Ce cycle est co-organisé par la Société Mathématique de France et par la Bibliothèque nationale de France, Animath organisant la venue des groupes de lycées[19].
- Olympiades Mathématiques de Première : concours académique et national créé par le ministère de l’Éducation nationale et de la Jeunesse, destiné aux élèves de Première. Ce concours concerne aussi les établissements français à l’étranger depuis 2011[20].
- Clubs de mathématiques : soutien de la création et du référencement des clubs pour faire apprécier les mathématiques aux élèves, notamment ceux ayant des difficultés (jeux, projets scientifiques, préparation à un concours en temps limité, clubs de culture scientifique, ou encore clubs universitaires)[21].
- Maison commune de la diffusion de la culture mathématique : favorisation des échanges et du développement d’actions entre les structures qui contribuent à l’animation mathématique, d’après le “Manifeste d’Animath”[22].
- “Compter avec l’autre” – concours franco-chinois de mathématiques : concours écrit organisé par Animath en France, dans des lycées sélectionnés au sein de chaque académie, avec le soutien de l’Inspection générale de mathématiques. Les sujets sont les mêmes en France et en Chine, mais les élèves français et chinois ne sont pas en concurrence[23].

## Réseau d’associations et partenaires
L’un des objectifs d’Animath est de favoriser l’émergence d’activités périscolaires d’animation mathématique.
Les sociétés savantes en mathématiques sont des associations de mathématiciens (chercheurs, enseignants, ingénieurs, etc.). Animath mène avec les sociétés savantes des actions pour la promotion des mathématiques auprès des jeunes.
Animath s’appuie également sur de nombreux partenaires académiques, institutionnels ou privés, qui mettent à disposition de l’association des fonds, des locaux ou des ressources humaines pour soutenir ses actions.

## Liste des membres d’Animath

### Membres de droit du Conseil d'administration
- Association des professeurs de mathématiques de l’enseignement public, APMEP
- Inspection Générale de l’Éducation Nationale
- Société mathématique de France

### Autres associations membres
- Comité international des jeux mathématiques
- Fédération française des jeux mathématiques
- Femmes et Mathématiques
- Le Kangourou des mathématiques
- Math.en.Jeans
- Maths pour tous
- Science Ouverte
- Société française de statistique
- Société informatique de France